# Åge Spydevold
Åge Spydevold (Sarpsborg, 22 agosto 1925 – 9 marzo 1982) è stato un calciatore norvegese, di ruolo difensore.

## Biografia
Soprannominato Bossi, era il fratello di Per e Bjørn Spydevold.

## Caratteristiche tecniche
Iniziò la carriera in una posizione offensiva, per poi arretrare in difesa.

## Carriera

### Giocatore

#### Club
Giocò nel Fredrikstad dal 1948 al 1960. Con questa maglia, vinse due edizioni della Norgesmesterskapet (1950 e 1957) e cinque campionati (1950-1951, 1951-1952, 1953-1954, 1956-1957 e 1959-1960).

#### Nazionale
Conta 4 presenze per la Norvegia. Esordì il 6 giugno 1951, nella vittoria per 2-3 contro l'Paesi Bassi.

### Allenatore
Nel 1970, allenò il Fredrikstad assieme a Odd Aas. Dal 1974 al 1975, invece, fu allenatore dello Østsiden.

## Palmarès

### Club

#### Competizioni nazionali
- Coppa di Norvegia: 2

Fredrikstad: 1950, 1957
- Campionato norvegese: 5

Fredrikstad: 1950-1951, 1951-1952, 1953-1954, 1956-1957, 1959-1960